# Maria Dolors Baró i Mariné
Maria Dolors Baró i Mariné, Reus (Baix Camp, 1948), és una física catalana coneguda pels seus estudis sobre les propietats bàsiques dels materials funcionals nanoestructurats.

## Estudis
Va estudiar el batxillerat a l'institut Gaudí de Reus, després va iniciar els estudis de Ciències Físiques a la Universitat de Barcelona, on es va llicenciar l'any 1971. El 1975 es va doctorar en Ciències Físiques a la Universitat Autònoma de Barcelona (UAB) on és actualment Catedràtica de Física Aplicada al Departament de Física de la Facultat de Ciències. Al llarg de la seva carrera a la UAB s'ha dedicat tant a la recerca, com a la docència i a la gestió. Com a docent ha impartit diverses assignatures, entre d'altres, Física, Termodinàmica, Ciència de Materials, Propietats mecàniques dels materials, Materials metàl·lics, Laboratori de Microscòpies i Tècniques de Caracterització de Materials.

## Recerca
És Coordinadora de la Unitat de Física dels Materials II des de la seva creació l'any 1994, les seves línies de recerca se situen en l'àmbit de la nanociència i la nanotecnologia. L'activitat actual del grup que ella coordina està basada en l'obtenció i caracterització de nous materials utilitzant tecnologies avançades, en particular l'estudi de les propietats bàsiques de materials funcionals nanostructurats, bàsicament magnètiques i estructurals. Estudien en profunditat la correlació entre les propietats estructurals, resultants de la tècnica de nanoestructuració, i les propietats físiques (mecàniques o magnètiques). Això permet modificar les propietats dels materials per a noves aplicacions o processos, estudiant les interaccions de bescanvi entre materials ferromagnètics i antiferromagnètics; síntesi per rutes químiques de nanopartícules magnètiques; comportament mecànic de materials estructurals; recerca i caracterització de nous materials útils per a l'emmagatzematge d'hidrogen. Ha dirigit tesis doctorals i coordinat nombrosos projectes de recerca tant d'abast nacional com internacional.
Des del 2001, Maria Dolors Baró és Directora Científica del Servei de Microscòpia de la UAB, un servei de suport a la recerca que disposa de la infraestructura en utillatge i tècnica necessaris per a l'aplicació de la microscòpia a diversos camps d'investigació com poden ser la biomedicina, química, física, ciències dels materials o geologia, entre d'altres.
Va ser la Presidenta de l'International Symposium on Metastable, Mechanically Alloyed and Nanocrystalline Materials, Sitges 1997.
Ha realitzat diverses estades de recerca en institucions de renom:
- Institut de Métallurgie Structurale, Neuchâtel, Suïssa (1986)
- Department of Materials Engineering, University of Wollongong, Austràlia (1998)
- Institut National Polytechnique de Grenoble, França (1999)
- Institute for Metallic Materials, IFW Dresden, Alemanya (2003)
- Departamento de Engenharia de Materiais, Universidade Federal de Sao Carlos, Brasil (2008, 2009)
- Institute for Complex Materials, IFW Dresden, Alemanya (2011)

## Premis i reconeixements
- 2005 va rebre la Medalla Narcís Monturiol al mèrit científic i tecnològic de la Generalitat de Catalunya per la seva tasca acadèmica i per les seves contribucions científiques amb repercussió internacional en diverses línies d’investigació sobre magnetisme i materials nanoestructurats.
- 2007 Membre de la Comissió Avaluadora en l'àmbit de Ciències[8] de l’Agència per a la Qualitat del Sistema Universitari de Catalunya (AQU).
- 2009 Presidenta de la Comissió Avaluadora en l'àmbit de Ciències de l’Agència per a la Qualitat del Sistema Universitari de Catalunya (AQU).
- 2009 Premi ICREA Acadèmia.
- 2016 ISMANAM Senior Scientist Award.

## Obra
María Dolors Baró ha publicat més de 320 articles originals en revistes especialitzades com: Acta Materialia, Journal of Alloys and Compounds, Science of Advanced Materials, ACS Applied Materials & Interfaces, Applied Physics Letters, Physical Review Letters, Journal of the American Chemical Society, Nanoscale, Nature Communications, entre d'altres.

### Articles de divulgació
- Enduriment magnètic induït per l'acoblament de material ferromagnètic i antiferromagnètic[16]
- Preparación y caracterización de aleaciones basadas en FeCoNbBSiCu[17]